# パイオニア4号
パイオニア4号（Pioneer 4）は、パイオニア計画の一環として打上げられたスピン安定性を備える宇宙探査機である。月をフライバイして日心軌道に入り、地球の重力圏を抜け出したアメリカ合衆国の初めての探査機となった。月の放射線環境を調べるためのガイガー＝ミュラー計数管、月の写真を撮影するためのカメラなど、パイオニア3号同様のペイロードを備え、月の表面より6万 kmの所を通り過ぎたが、光電センサが起動する距離までは近付くことが出来なかった。月からの放射線は検出されなかった。この宇宙船は1969年時点では、まだ太陽軌道にあった。

## 設計
パイオニア4号は高さ51 cm、底面の直径23 cmの円錐型をしていた。円錐は、導電性を持たせるために金で被覆された薄いグラスファイバーで出来ており、10 - 50 ℃の温度に耐えられるように白い縞模様の塗装が施されていた。円錐頂点には、アンテナとして働く小さな探針が取付けられていた。円錐底面には水銀電池が取付けられ、電力を供給した。リング中央からは光電センサーが突き出している。センサーは2枚の太陽電池からなっており、月より3万 km以内に近付くと月からの反射光によって起動し、探査機の自転により月面からの反射光をスキャンニングすることにより月面を撮影するように設計されていた。円錐の中には、電圧供給管と2つのガイガー=ミュラー計数管が入っていた。質量0.5 kgの送信機によって、周波数960.05 MHzで0.1 Wの位相変調信号が送られた。変調搬送波の電力は0.08 Wで、実行放射電力は0.18 Wであった。回転減速の機構は、打上げ10時間後に作動するように水圧タイマーでセットされた2本の150 cmのワイヤの端に巻かれた2つの7 gの重りであった。この重りはの重さは、重りとワイヤを離すことで400 rpmの回転速度を6 rpmまで減速するように設計されていた。

## 打上げ機
パイオニア4号は、パイオニア3号同様ジュノーII型ロケットで打上げられた。これはエクスプローラー1号を打上げたジュノーI型ロケットの改良型である。第1ステージ目はアメリカ陸軍の中距離弾道ミサイルジュピターであった。ジュピターミサイルの上に第2 - 4ステージが乗せられ、パイオニア4号は第4ステージ上に乗っていた。

## ミッション
打上げが成功し軌道に乗ると、パイオニア4号は放射線のデータ等を地球に送信した。探査機は1959年3月4日22:25（UT）に月面（7.2°E、5.7°S）より6万 kmの位置を、7,230 km/hの速度で通過した。この距離は光電子センサーを作動させるには遠過ぎた。探査機は82.5分間に渡り、65万8000 kmを移動し放射線のデータを送信し、1959年3月18日1:00（UTC）に近日点へ達した。